# Рязановская волость (Николаевский уезд)
Рязановская во́лость — административно-территориальная единица, входившая в состав Николаевского уезда Самарской губернии. Образована в 1908 году путём выделения из Панинской волости.
Административный центр — село Рязановка.
Население волости составляли преимущественно немцы, лютеране. 
В период до установления советской власти волость имела аппарат волостного правления, традиционный для таких административно-территориальных единиц Российской империи.
Согласно карте уездов Самарской губернии издания губернского земства 1912 года волость располагалась в юго-западной части Николаевского уезда. На юго-западе волость граничила с Екатериненштадтской волостью, на юге - с Новоузенским уездом, на востоке и северо-востоке - с Панинской волостью, на северо-западе - с Саратовской губерний.
Территория бывшей волости является частью земель Марксовского района Саратовской области.

## Состав волости
| Наименование       | Население | Расстояние (вёрст) до: | Расстояние (вёрст) до: | Расстояние (вёрст) до: | Преобладающие национальности, вероисповедания | Современное состояние                                      |   |                 |                                                         |
| Наименование       | 1910 год  | Самары                 | Николаевска            | Волостного правления   | Преобладающие национальности, вероисповедания | Современное состояние                                      |   |                 |                                                         |
| ------------------ | --------- | ---------------------- | ---------------------- | ---------------------- | --------------------------------------------- | ---------------------------------------------------------- | - | --------------- | ------------------------------------------------------- |
| село Баскаковка    | 2847      | Самары                 | Николаевска            | Волостного правления   | 298                                           | 144                                                        | 1 | немцы, лютеране | село Баскатовка, Марксовский район, Саратовская область |
| село Брокгаузен    | 1572      | 303                    | 147                    | 2                      | немцы, лютеране                               | село Буерак, Марксовский район, Саратовская область        |   |                 |                                                         |
| село Гоккерберг    | 1676      | 304                    | 148                    | 3                      | немцы, лютеране                               | село Александровка, Марксовский район, Саратовская область |   |                 |                                                         |
| село Рязановка     | 2600      | 300                    | 145                    | 0                      | немцы, лютеране                               | село, Марксовский район, Саратовская область               |   |                 |                                                         |
| село Суссанненталь | 1883      | 296                    | 142                    | 3                      | немцы, лютеране                               | село Сосновка, Марксовский район, Саратовская область      |   |                 |                                                         |
| село Унтервальден  | 3616      | 294                    | 140                    | 6                      | немцы, лютеране                               | село Подлесное, Марксовский район, Саратовская область     |   |                 |                                                         |